# Fermi gamma-sugár űrtávcső

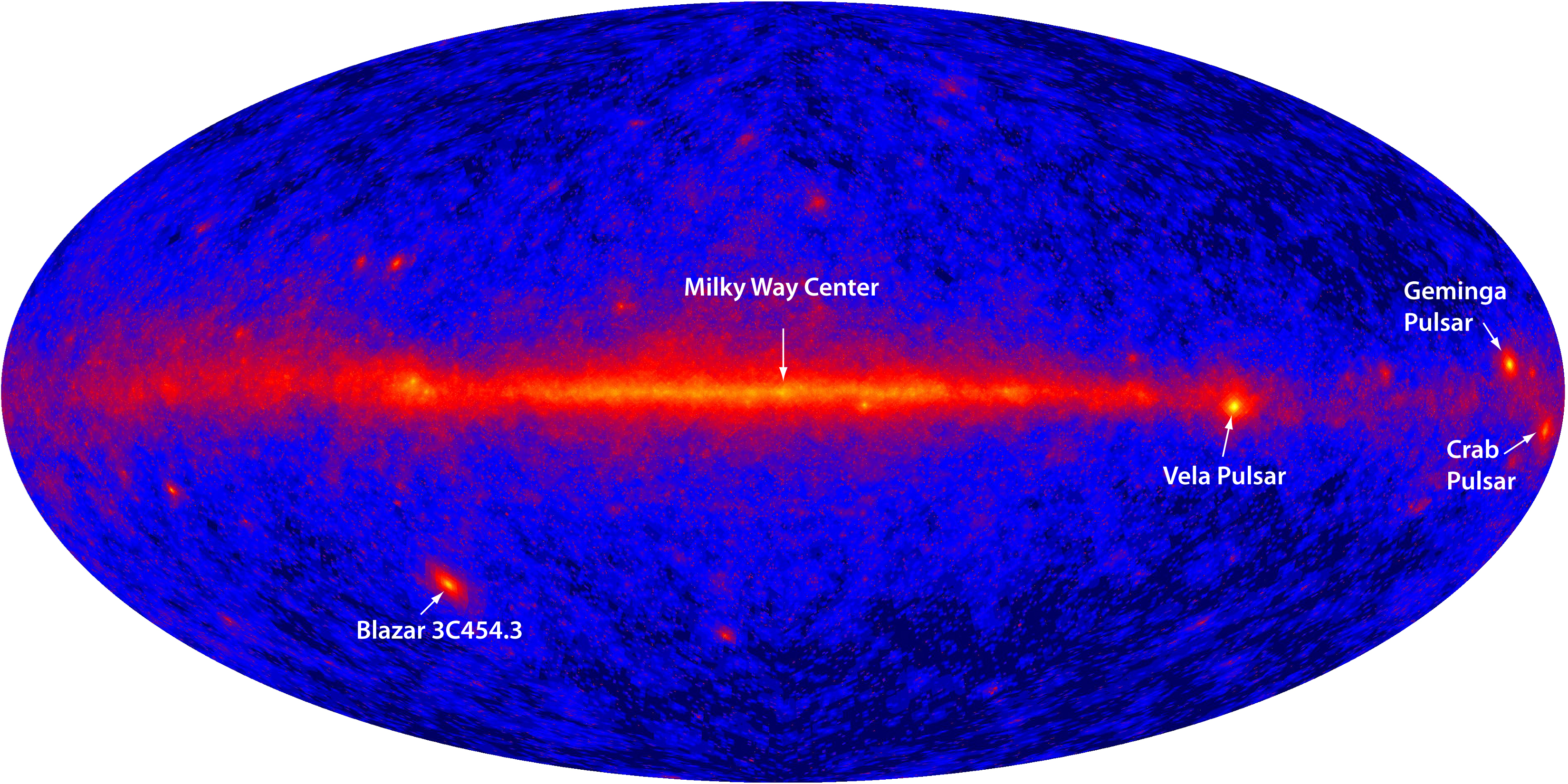
A teljes égbolt képe a GLAST műszereivel nézve. A középső vörös sáv a Tejút, emellett néhány pulzár és egy blazár látható

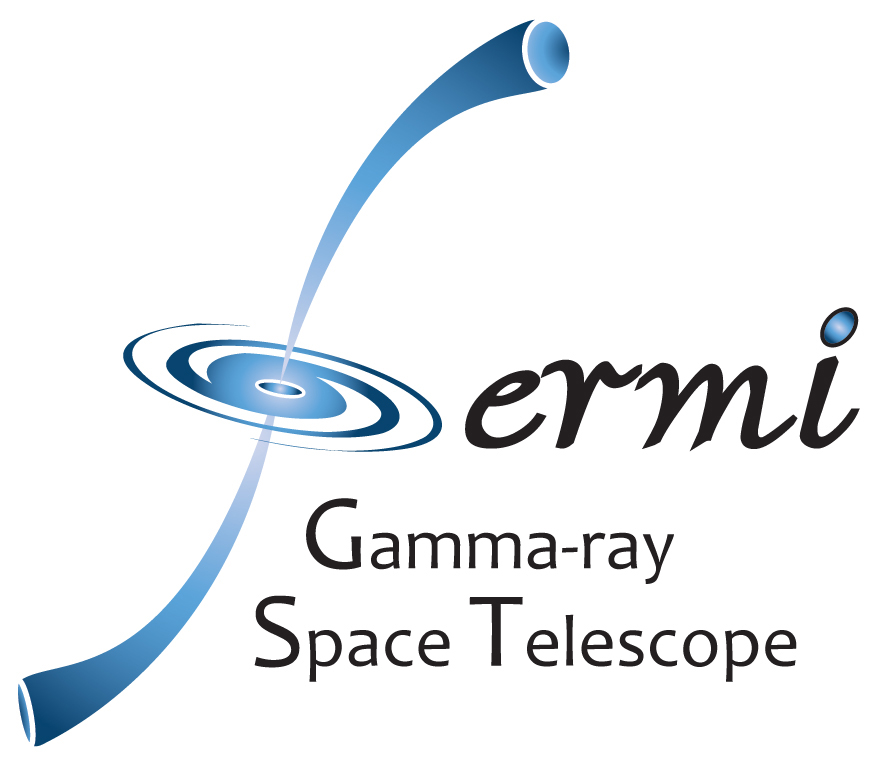
A Fermi emblémája

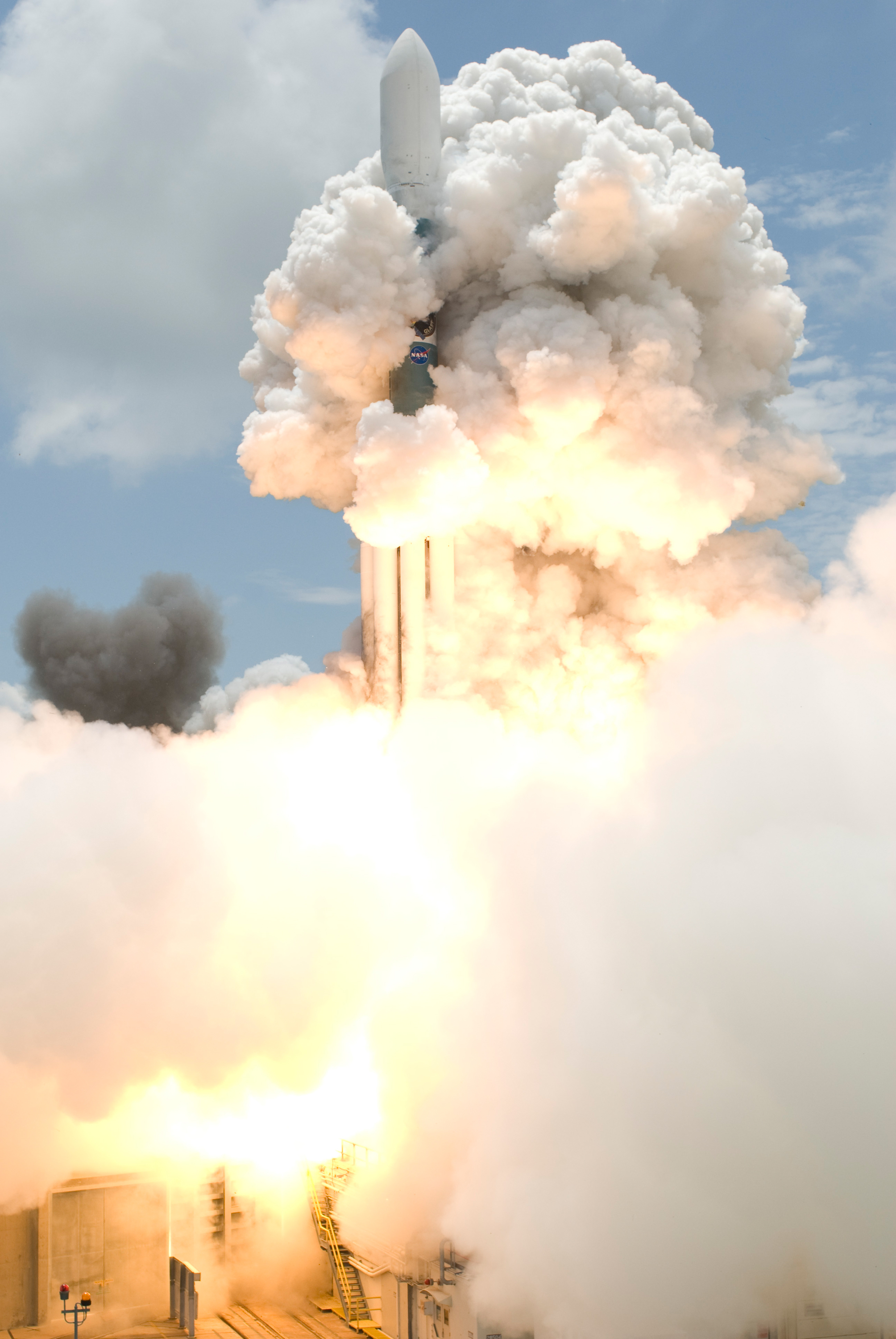
A GLAST indítása Delta II 7920 rakétával

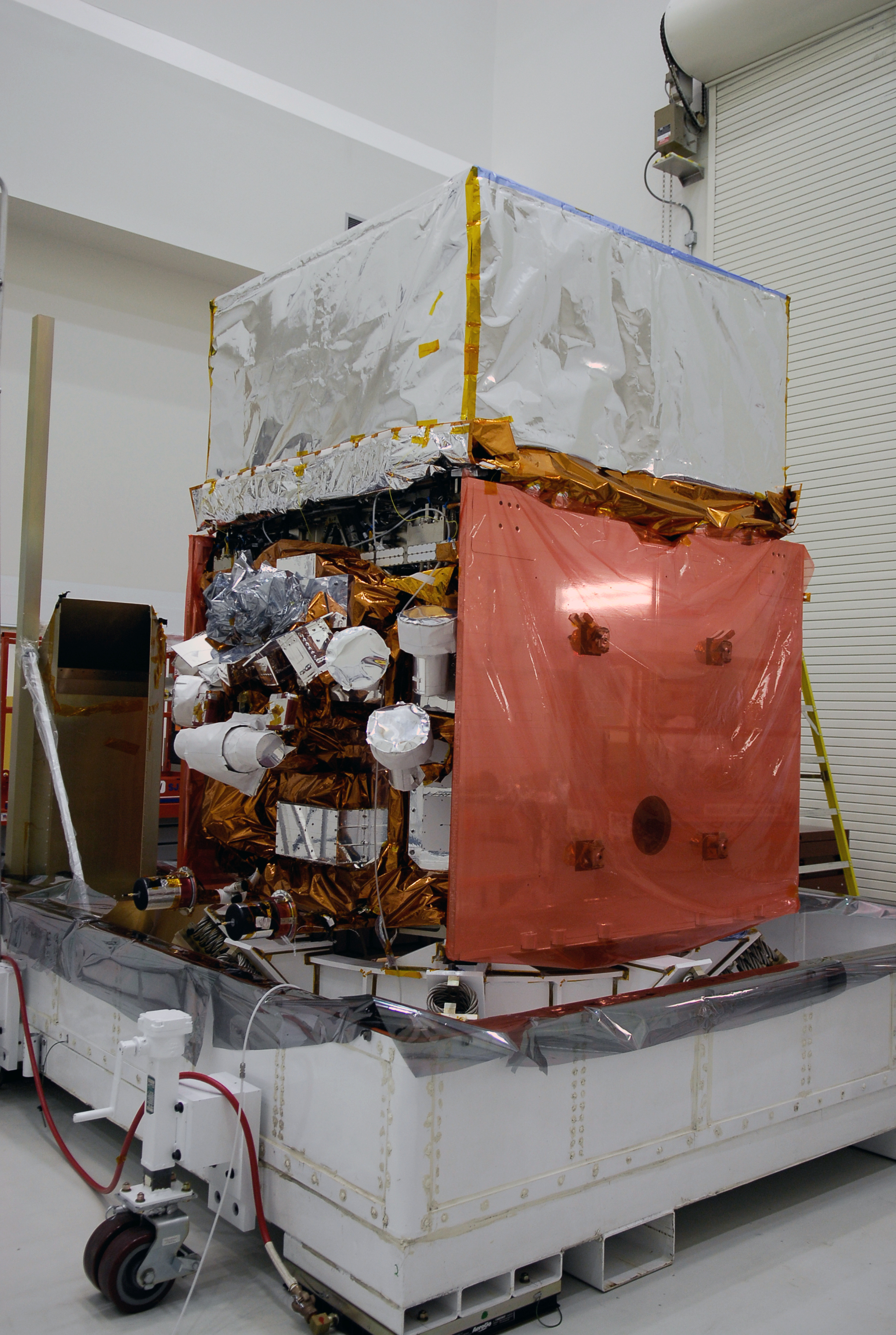
A GLAST, építése közben

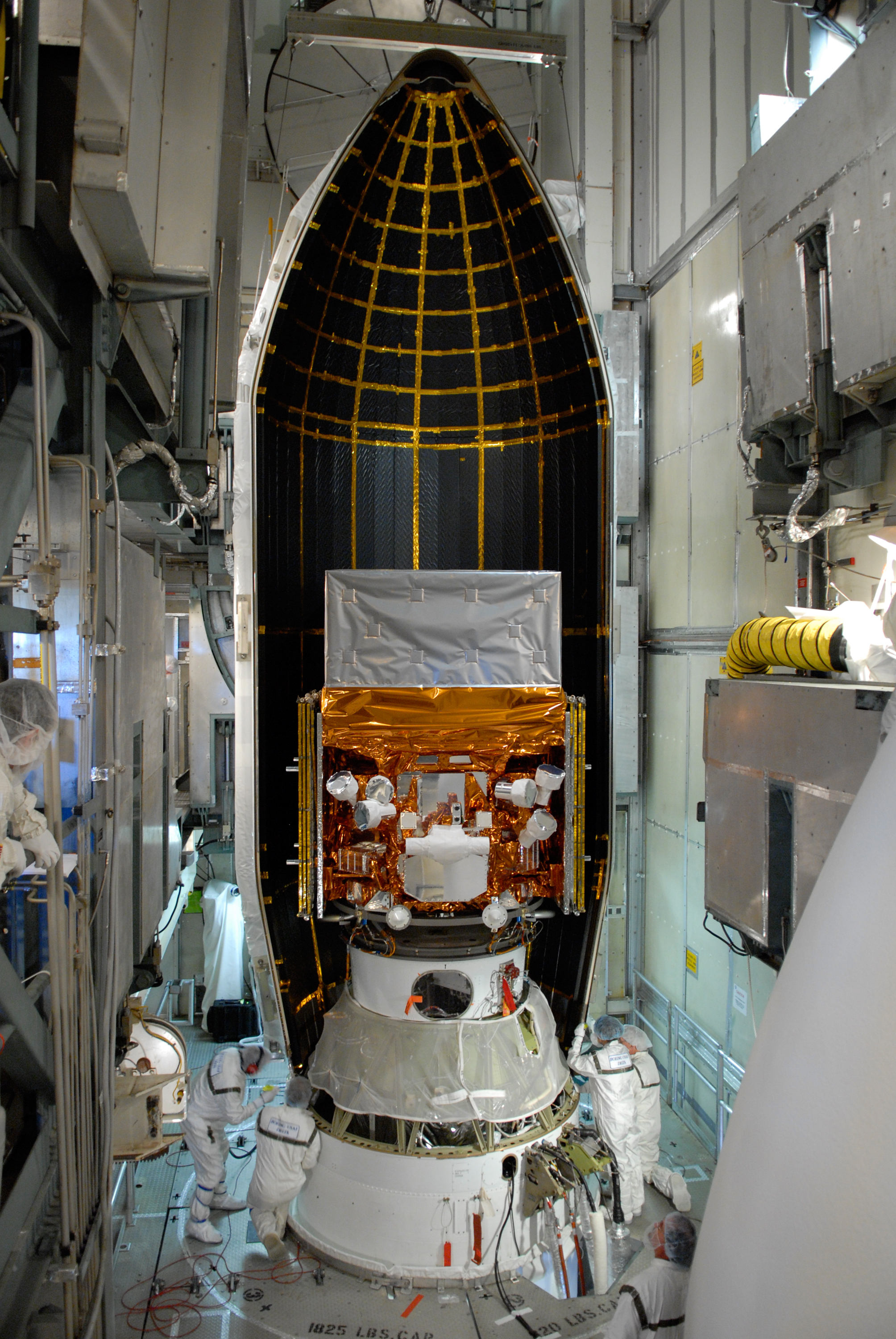
A GLAST a hordozórakéta orrában

A Fermi gamma-sugár űrtávcső (korábbi nevén: Gamma-ray Large Area Space Telescope - röviden: GLAST) a gamma-sugárzás tartományában kutató űrteleszkóp, mely 2008. június 11-én 16:05-kor (UTC) indult, és amelynek célja a Világegyetem feltérképezése a legnagyobb energiákon. A Compton űrtávcső munkáját sokkal korszerűbb műszerekkel folytatva olyan asztrofizikai és kozmológiai jelenségeket tanulmányoz, mint az aktív galaxismagok, pulzárok, gamma-kitörések és egyéb nagy energiájú források, valamint a sötét anyag. A Fermi program a NASA, az Egyesült Államok Energiaügyi Minisztériuma, továbbá Franciaország, Japán, Németország, Olaszország és Svédország együttműködésében valósul meg.

## Áttekintés
A Fermi fedélzetén két tudományos berendezés található, a Large Area Telescope (LAT, azaz Nagy Látómezejű Távcső) és a Gamma-ray Burst Monitor (GBM, Gamma-kitörés Monitor, eredeti nevén GLAST Burst Monitor, azaz GLAST Kitörés-Monitor). A LAT egy képalkotásra alkalmas gamma-detektor, amely 30 millió és 300 milliárd elektronvolt (30 MeV - 300 GeV) közötti energiával rendelkező fotonokat képes érzékelni. A GBM 14 darab szcintillációs detektorból áll, amelyek 8 ezertől 30 millió elektronvolt (8 keV -30 MeV) energiáig tudják észlelni a fotonokat.
A műholdat, amelyen a műszereket elhelyezték, az arizonai General Dynamics Advanced Information Systems készítette. A keringési pálya alacsony (magassága 550 km körüli), az űreszköz nagyjából 95 percenként kerüli meg a Földet. A működés során a műszereknek végig a Földdel átellenes irányba kell nézniük, ezért a szonda hintázó mozgással egyenlíti ki ennek hozzá viszonyított elmozdulását. A műszerek látómezeje egy nap körülbelül 16-szor pásztázza végig szinte a teljes égboltot. Emellett a műhold arra is képes, hogy szükség esetén folyamatosan egy adott pont felé nézzen, lehetővé téve a különleges figyelmet érdemlő célpontok megfigyelését.
A kilövés előtt a műszerek rezgési, vákuum és hőmérséklet-változási teszteken mentek át, hogy kiderüljön, biztosan bírják-e majd a kilövés idején tapasztalható igénybevételt, és képesek lesznek-e működni a világűrben.
A műszerek által mért adatok és az ezek feldolgozására szolgáló programok a nyilvánosság számára is elérhetőek a GLAST Science Support Center honlapján. A Guest Investigator programhoz való csatlakozásra bárkinek lehetősége van, amennyiben kutatómunkája a Fermi méréseire épül.

## Küldetés
A GLAST program legfontosabb tudományos célkitűzései:
- Annak megértése, milyen módon gyorsulnak fel a kozmikus sugárzás részecskéi az aktív galaxismagokban, pulzárokban és szupernóva-maradványokban.
- Feltárni az égbolt eddig nem azonosított gamma-forrásait.
- Megismerni a gamma-kitörések nagyon nagy energiájú viselkedését.
- A sötét anyag és a korai Univerzum vizsgálata.
- Kutatás miniatűr, párolgó fekete lyukak (MBH) után, amelyek a feltételezések szerint a gamma-tartományban sugároznak (Hawking-sugárzás).

A NASA tervei szerint a műhold küldetése öt évig fog tartani, de a remények szerint az üzemi idő akár tíz évre is kitolódhat.

### Indítás
A GLAST indítására 2008. június 11-én került sor (ez több hetes csúszást jelent az előzetes tervekhez képest), egy Delta II hordozórakéta segítségével, a Kennedy Űrközpontból. A műhold alacsony Föld körüli pályán kering, mintegy 550 kilométeres magasságban, 28,5 fokos inklinációval.
A hold nevét 2008 augusztusában változtatták meg Fermi gamma-sugár űrtávcsőre.

### Tudományos eredmények

#### Pulzárok
2009. elejére a távcső 12 új, csak a gamma-tartományban látható pulzárt fedezett fel, és továbbiak megfigyelésével pontosította a rájuk vonatkozó ismeretanyagot.
2009 márciusában publikálták a gamma-tartományban legfényesebb 205 égitest listáját. Közülük a tíz legfényesebb:
- A Tejútrendszeren belül:
  - Nap, melynek flerjei bocsátanak ki gamma-sugarakat,
  - LSI +61 303: Ez a nagy tömegű röntgen kettőscsillag 6500 fényévre található tőlünk a Kassziopeia csillagképben. A kettős egyik komponense egy B színképtípusú forró csillag, a másik pedig egy neutroncsillag, ami 26,5 naponként erős rádiókitöréseket produkál. A kutatók a kitörési folyamatok során felszabaduló energia forrását még nem ismerik.
  - PSR J1836+5925 pulzár, mely csak gamma-tartományban sugároz
  - 47 Tucanae: Az NGC 104 katalógusjellel is ellátott gömbhalmaz 15 ezer fényévre található, s a déli Tukán csillagképben figyelhető meg.
  - 0FGL J1813.5-1248, ismeretlen gammaforrás. A forrás közel van a Tejútrendszer fősíkjához, emiatt valószínűleg a Galaxishoz tartozik, de ennél többet nem tudunk róla.
- A Tejútrendszeren kívül:
  - NGC 1275: Seyfert-galaxis, 233 millió fényév távolságban (vöröseltolódása z=0.017559). A "Perseus A"-ként is ismert galaxis a Perseus galaxishalmaz középpontjában található, s főként intenzív rádiósugárzásáról ismert.
  - 3C 454.3 Blazár 7,2 milliárd fényévre (vöröseltolódása z=1.757). A mérések időtartama alatt a 3C 454.3 volt az égbolt gamma-tartományban legfényesebb blazárja. Felfényléseit elhalványodások követték, de a Fermi sosem vesztette szem elől. A galaxis a Perszeusz csillagképben van.
  - PKS 1502+106 A Ökörhajcsár csillagképben megfigyelhető blazár távolsága 10,1 milliárd fényév körüli. Hirtelen bukkant fel, gamma-fényessége rövid időre meghaladta a 3C 454.3 blazárét, majd elhalványodott.
  - PKS 0727-115 Mivel ez az objektum is a Tejútrendszer fősíkjának közelében helyezkedik el, azt gondolhatnánk róla, hogy galaxisunkhoz tartozik. A kutatók szerint azonban nem ez a helyzet, a Hajófar csillagképben megfigyelhető objektum valójában egy kvazár, melynek távolsága 9,6 milliárd fényév.
  - 0FGL J0614.3-3330 Ismeretlen objektum. A déli Galamb csillagképbeli, 0FGL J0614.3-3330 katalógusjelű forrás valószínűleg a Galaxison kívül található. Már az 1990-es években működő CGRO (Compton Gamma Ray Observatory) EGRET nevű műszere is detektálta, természete azonban még nem tisztázott.

Az eredményeket részletező szakcikk a The Astrophysical Journal Supplement c. folyóiratban fog megjelenni.

#### Fermi buborékok

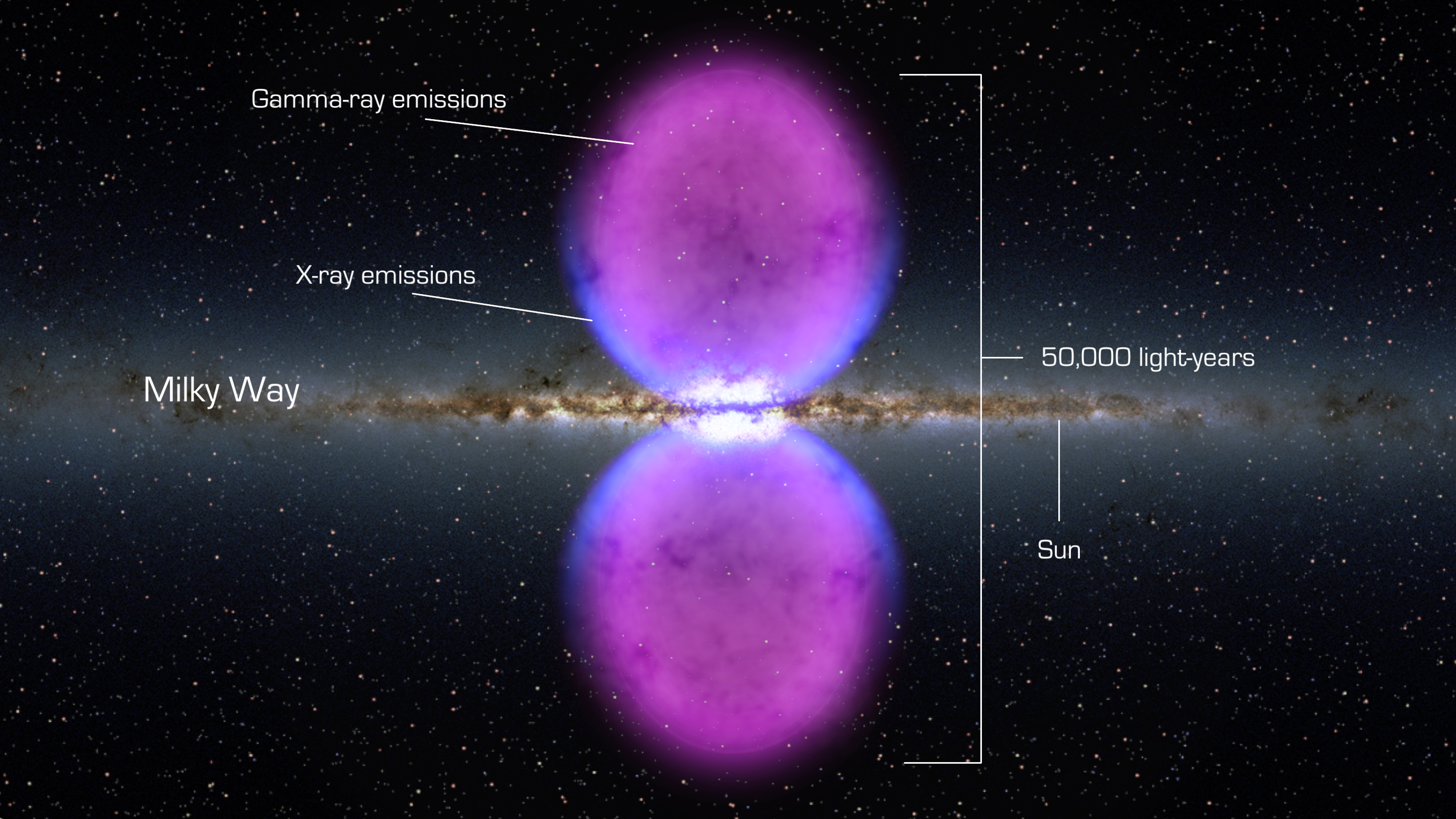
Fermi-buborékok emelkednek ki a Tejútrendszer síkjából (lilás színnel, művészi ábrázolás)

2010 novemberében bejelentették, hogy két gammasugár-kitüremkedést fedeztek fel, amik a Tejútrendszer síkjára merőlegesen emelkednek ki, és nagyjából 25 ezer fényév távolságra terjednek ki. Az alakzatokat a Fermi iránti tiszteletből „Fermi-buborékok”-nak nevezték el (angolul: Fermi Bubbles).
A sugarak keletkezési folyamata nem ismert. Az egyik elmélet szerint a sugárzást a Tejútrendszer középpontjában lévő szupermasszív fekete lyuk kelti; egy másik elképzelés szerint több szupernóva együttes sugárzása okozza.

## Tudományos felszerelés

### GBM
A GLAST Burst Monitor a gamma-sugarak hirtelen felvillanásait észleli, amelyeket a gamma-kitörések és a napkitörések produkálnak. A 14 darab szcintillátort a műhold oldalain helyezték el, látómezejük így a Föld által el nem takart égbolt egészét lefedi. A detektorokat a beérkező fotonok minél jobb időbeli és spektrális (azaz energia szerinti) elkülönítésére optimalizálták.
Hasonló megfigyelési feladatot fog ellátni, mint az 1990-es években működő Compton-űrtávcső BATSE (Burst and Transient Source Experiment) berendezése.

### LAT
A Large Area Telescope egyedi fotonok detektálására alkalmas, hasonló elven működik, mint a földi részecskegyorsítókba épített berendezések. A fotonok vékony fémlapba ütköznek, ahol elektron-pozitron párokat keltenek. Ezek a töltött részecskék vékony szilíciumrétegeken haladnak át és ionizálják azokat. Ezáltal apró, detektálható elektromos impulzusok jönnek létre, a kutatók pedig az egyes szilíciumrétegek információiból határozzák meg a részecskék útvonalát. Az elektronok és pozitronok ezután a kaloriméterbe érnek, amely nagy mennyiségű cézium-jodid kristályt tartalmaz. Itt történik a részecskék teljes energiájának, és ezáltal az eredeti foton energiájának a meghatározása. A LAT látószöge az égboltnak nagyjából a 20%-át fedi le. Felbontása a legnagyobb energián néhány szögperc, 100 MeV-es fotonok esetén pedig 3 fok körüli.
A LAT egy teljes nagyságrenddel magasabb energiáig képes detektálni, mint elődje, a Compton űrtávcső EGRET (Energetic Gamma Ray Experiment Telescope) berendezése. A detektort több ország együttműködésében készítették el.